# Внутрішньобанківська фінансова операція
Внутрішньоба́нківська фіна́нсова опера́ція — фінансова операція, що виконана із застосуванням платіжної картки, емітент якої одночасно є еквайром, що обслуговує термінал (банкомат), за допомогою якого виконана ця операція. Такій операції відповідає внутрішньобанківська трансакція.

Внутрішньобанківські операції не пов’язані з виконанням доручень клієнтів.